# 6-dagesløbet
6-dagesløbet er en dansk spillefilm fra 1958 instrueret af Jørgen Roos efter manuskript af Tørk Haxthausen og Erik Balling.

## Handling
Halvdokumentarisk drama omkring de i 1950'erne populære seksdagesløb i Forum i København. Man følger cykelrytternes indbyrdes konkurrence såvel som deres ægteskabskriser. Tillige møder man en række yderst forskellige typer blandt publikum.

## Medvirkende
Blandt de medvirkende kan nævnes:
- Poul Reichhardt
- Lily Broberg
- Jørgen Reenberg
- Preben Kaas
- Vivi Bak
- Ole Larsen
- Bent Christensen
- Paul Hagen
- Henny Lindorff
- Valsø Holm
- Kjeld Petersen
- Ulrik Neumann
- Kai Holm
- Jørn Jeppesen
- Mogens Brandt
- Ejner Federspiel
- Ellen Margrethe Stein
- Judy Gringer
- Mimi Heinrich
- Jørgen Buckhøj

## Eksterne Henvisninger
- Seksdagesløbet på Internet Movie Database (engelsk)
- Seksdagesløbet på Filmdatabasen
- Seksdagesløbet på danskefilm.dk
- Seksdagesløbet på danskfilmogtv.dk
- Seksdagesløbet på The Movie Database (engelsk)